# Laura Kieler
Laura Petersen, gift Kieler (født 9. januar 1849 i Tromsø, død 23. april 1932 i Ålsgårde i Danmark) var en dansk/norsk forfatter opvokset på Øvre Lø gård syd for Steinkjer efter 1853. Hun var datter af foged i Inderøy den senere magistrat i Stenkjer, Morten Smith Petersen.

## Baggrund
Da Laura Kielers far ankom til Inderøen fogderi, begyndte han arbejdet på at skaffe Steinkjer status som ladested, og kong Oscar underskrev loven om ladested-statussen 7. maj 1857. Kort efter fogedens død i 1872 blev han beskyldt for underslæb og dømt skyldig efter en yderst uefterrettelig retssag.
Øvre Lø gård, hvor han havde bosat sig med familien, fik karakteristikken "mådelig" i 1854. Amtmanden fik nedsat et udvalg for at vurdere gården. Det nåede frem til, at jorden var dårlig, skoven forsømt og husene nærmest faldefærdige; tagene var utætte, og dyrene var på en anden gård. Fogedens datter Laura fortalte om Øvre Lø, at vandet måtte hentes fra en brønd langt borte: "Træerne i alléen har min far plantet, ligesom granhækkene langsmed havegærdet. Vejen fra Kongevejen op til Lø gik over den lave, frygtelige mose, og var så elendig, ja ufremkommelig, at ingen, der skulle til fogdkontoret, knapt ville vove sine lemmer på køreturen. (…) Haven har min mor anlagt. Der var ikke en blomst, en busk eller et træ, der var kun sand og atter sand. Ingen grøft var gravet som afløb af "mosevandet"." I folketællingen i 1865 fremstod Øvre Lø som en mønstergård. Efter Petersens 19 år på gården var dens værdi firedoblet.
Fogeden havde ingen private midler og døde fattig. Den 26. juni 1872, tre måneder efter hans død, blev der holdt auktion på Øvre Lø. Salg af indbo og løsøre indbragte 650 speciedalere til amtet. Gården blev solgt på auktion i oktober 1873. Da var Laura og hendes mor flyttet til Danmark. Advokat og stortingsmand Ole Anton Qvam foreslog Stortinget om, at nogle af pengene burde gå til enken og datteren, men det blev afslået. Fogeden, der var cand. jur., havde set det som sit livs opgave at udvikle Steinkjer. "Min far brugte alle sine penge og al sin energi på Øvre Lø," skrev hans datter, og dette bekræftes af dokumenterne. Efter at Petersens grav blev påvist, fik Steinkjer historielag rejst en ny gravsten for ham til byens 150-årsjubilæum i 2007.

## Model for Nora og Irene
Kun 20 år gammel udgav Laura Kieler Brands Døtre, et Livsbillede af Lili (1869) som en fortsættelse af Henrik Ibsens skuespil Brand. Hensigten var at berolige alle "enkle mennesker i troen", der var gerådet i åndelig nød efter udgivelsen af Brand. I sin fortælling udstyrede hun Ibsen med to døtre, Maria og Helga. Alf og Agnes dør i Brand, men hos Kieler lever præsten Brand videre med de to døtre. Maria er den godmodige, der giver ham en lys og forsonet alderdom. Kieler sendte Ibsen bogen, og han rystede hende med at svare, at stykket "for ham var mere æstetisk end religiøst i sin problematik". Religionen var tilfældigt valgt for at passe ind. Ibsens brev indeholdt dog også en venlig invitation til at besøge ham og familien i Dresden i 1871. Hans kælenavn for Laura Kieler har vi hørt i Et dukkehjem - "lærkefuglen".
Ibsen forærede i 1871 i Dresden frøken Laura Petersen et eksemplar af sine Digte med dedikation.
Hun bosatte sig i København fra 1872, og året efter blev hun dansk gift med Victor Kieler, overlærer ved Frederiksborg lærde skole. I 1876 var Laura Kieler på vej hjem fra et længere ophold i Italien. Undervejs besøgte hun familien Ibsen i München, men mødte kun Ibsens kone, Suzannah. Fru Kieler fortalte fru Ibsen, hvorfor de havde været så længe i Italien. Victor Kieler havde fået tuberkulose og måtte til syden for at blive rask. Sådan et ophold havde han slet ikke råd til, men den handlekraftige Laura havde taget et lån, uden at fortælle ham om det - og det var forbudt for en gift kvinde. Men hendes mand blev rask, og hun mente selv, hun kunne nok på sine bøger til at betale lånet tilbage. Det lykkedes ikke, og hun tog et nyt lån. Hendes situation var desperat. Hun prøvede at overtale Ibsen til at bistå hende med at få udgivet en af hendes romaner, men det nægtede han, da han anså den for ringe. Så kom sandheden om lånet for en dag, og Kieler var ikke spor taknemmelig; han forlangte skilsmisse og nægtede hende samvær med børnene. Laura fik et sammenbrud og tilbragte en måned indlagt på et psykiatrisk hospital efter, hvad amtmanden i Hillerød kaldte "en unødig brutal proces". Et par år senere bad manden hende dog komme hjem, og det godtog hun for at være sammen med børnene. Men så udkom Et dukkehjem i 1879, og fordi Laura Kielers historie var velkendt i København, rippede det op i hendes ulykkelige fortid. Hun forsøgte at få Ibsen til at skåne hende ved at komme med en offentlig benægtelse af, at hun havde været model for Nora - men det nægtede han også.
Hun opsøgte i 1891 Ibsen en sidste gang og bebrejdede ham hans misbrug af hende i Et Dukkehjem. Det besøg anses som en vigtig inspirationskilde til hans sidste skuespil Når vi døde vågner fra 1899, om billedhuggeren Arnold Rubek og hans model Irene. Rubek hyldes for sin skulptur "Opstandelsens dag", som Irene stod model for. Han gengældte aldrig hendes kærlighed og giftede sig med en anden. På et badehotel møder han Irene igen; hun er skilt, har været indlagt som sindssyg og anklager ham for at have ødelagt hendes liv. Flere replikker fra Ibsens sidste samtale med Kieler genfindes angiveligt i stykket, og Irenes nordlandske tonefald er netop Laura Kielers.

## Forfatterskab
Den kulturelle undertrykkelse af samerne i Nordnorge behandles tematisk i romanerne André fra Kautokejno (1879) og Laurekas Korhoinen (1881); senere skrev hun mest om danske emner. Laura Kieler var særlig optaget af danskernes situation i Sønderjylland. Som foredragsholder holdt hun mere end 1.000 foredrag, især om forsvarssagen og den sønderjyske sag, som det genspejles i romanerne Sten Stensen til Stensbo og Han faldt ved Helgoland. I I en lysengels skikkelse tog hun pietismen op, som hun havde oplevet under sin opvækst i Norge. Hovedpersonen Birger gennemlever en forkvaklet opvækst som søn af en pietistisk præst; han bliver selv præst.
Kielers stykke Mænd af ære, uropført i 1890 på Casino, vakte skandale ved sin skildring af en skruppelløs ung forfatters forførelse af en ung, idealistisk kvinde. Efter at have forladt hende vinder han berømmelse med sin skildring af hendes fald - som ikke skyldes deres seksuelle forhold, men hendes fortvivlelse over hans svig. Historien låner træk fra Ibsens brug af Kieler som baggrundsmateriale, da han skrev Et dukkehjem. Og Mænd af ære ærgrede Københavns mandlige kritikere med Georg Brandes i spidsen så meget, at en infamt undertegnede sin anmeldelse "Helmer" som en påmindelse om Laura Kielers egen tragedie.
Kieler var Danmarks delegerede ved Den internationale kvindekongres i Chicago i 1893. Hun skrev ca. 30 litterære værker og var en ivrig debattør i kvindeorganisationernes tidsskrifter. I hjembyen Steinkjer er en vej opkaldt efter hende.
Lægen Jørgen Kieler er en efterkommer.